# Cecil B. DeMille
Cecil Blount DeMille, mais conhecido como Cecil B. DeMille (Ashfield, 12 de agosto de 1881 – Los Angeles, 21 de janeiro de 1959), foi um cineasta americano, um dos 36 fundadores da Academia de Artes e Ciências Cinematográficas.

## Vida
Nascido em uma família ligada à arte, seu pai foi um professor, ator e dramaturgo, enquanto sua mãe, também uma professora, ensinava inglês na Brooklyn Academy Lockwood. Cecil decidiu estudar Artes Dramáticas em Nova York, onde a família se mudou depois de Cecil passar pela Escola Militar da Pensilvânia e ser rejeitado como um soldado para lutar na guerra contra a Espanha. Em 1900, ele conseguiu fazer alguns shows da Broadway atuando pela companhia teatral de Mary Pickford, com a ajuda de diretor de teatro David Belasco, amigo seu pai. Neste período ele se casou com a atriz Constance Adams, e dedicou-se a produzir e dirigir algumas obras teatrais, além de trabalhar com seu irmão William, o que o ajudou a conseguir suficiente experiência no teatro (encenação, direção de atores e show business em geral).
Entre 1913 e 1956, ele fez setenta produções, ambos os filmes mudos e sonoros. Ele é reconhecido como um dos fundadores da indústria cinematográfica de Hollywood, o produtor-diretor mais bem sucedido comercialmente na história do cinema.
Seus filmes mais populares são: The King of Kings (sua biografia de Jesus Cristo, que embora fosse um filme mudo, atingiu mais de 800 milhões de espectadores e rendeu-lhe a Grã-Cruz da Ordem Equestre do Santo Sepulcro de Jerusalém, a qual lhe foi conferida pelo Papa Pio XI), Cleopatra, Samson and Delilah, The Greatest Show on Earth (pelo qual ganhou o Oscar de melhor filme) e a segunda versão de The Ten Commandments, o oitavo filme de maior bilheteria de todos os tempos, o primeiro na lista baseada na Bíblia, tornando-se o maior êxito comercial de sua carreira e da história da Paramount (43 milhões de dólares só arrecadados no mercado norte-americano). 

## Morte
Em 1956, Cecil sofreu um ataque cardíaco em locações no Egito durante a realização de The Ten Commandments, mas conseguiu se recuperar para terminar o trabalho. Três anos depois, em 21 de janeiro de 1959, Cecil teve outro ataque cardíaco, mas dessa vez não resistiu e faleceu aos 77 anos. Na ocasião, ele estava se preparando para começar a filmar On My Honor, um filme sobre história do escotismo e de seu fundador, Robert Baden-Powell.

## Filmografia
- 1958 — Corsário sem pátria (The Buccaneer)
- 1956 — Os Dez Mandamentos (The Ten Commandments)
- 1952 — O maior espetáculo da Terra (The Greatest Show on Earth)
- 1949 — Sansão e Dalila (Samson and Delilah)
- 1948 — California's golden beginning
- 1947 — Os inconquistáveis (Unconquered)
- 1944 — Pelo vale das sombras (The Story of Dr. Wassell)
- 1942 — Vendaval de paixões (Reap the Wild Wind)
- 1940 — Legião de heróis (North West Mounted Police)
- 1939 — Aliança de aço (Union Pacific)
- 1938 — Laffite, o corsário (The Buccaneer)
- 1936 — Jornadas heróicas (The Plainsman)
- 1935 — As cruzadas ( The Crusades)
- 1934 — Cleópatra (Cleopatra)
- 1934 — Mulheres e homens (Four Frightened People)
- 1933 — A juventude manda (This Day and Age)
- 1932 — O sinal da cruz (The Sign of The Cross)
- 1931 — Amor de índio ( The Squaw Man)
- 1930 — Madame Satã (Madam Satan)
- 1929 — Dinamite (Dynamite)
- 1929 — Verdade que triunfa (The Godless Girl)
- 1927 — O rei dos reis (The King of Kings)
- 1926 — O barqueiro do Volga (The Volga Boatman)
- 1925 — Volta ao passado (Road to Yesterday)
- 1925 — A cama de ouro (The Golden Bed)
- 1924 — Pés de ferro (Feet to Clay)
- 1924 — Triunfo (Triumph)
- 1923 — Os dez mandamentos (The Ten Commandments)
- 1923 — A costela de Adão (Adam's Rib)
- 1922 — A homicida (Manslaugher)
- 1922 — A noite de sábado (Saturday Night)
- 1921 — Porta do paraíso (Fool's Paradise)
- 1921 — As aventuras de Anatólio (The Affairs of Anatol)
- 1921 — O fruto proibido (Forbidden Fruit)
- 1920 — Alguma coisa em que pensar (Something to think about)
- 1920 — Por que trocar de esposa? (Why change your life?)
- 1919 — Macho e fêmea (Male and Female)
- 1919 — A renúncia (For better, for worse)
- 1919 — No alvorecer da verdade (Don't change your husband)
- 1918 — You can't have everything
- 1918 — Amor de índio (The Squaw Man)
- 1918 — A volta triunfante (Till I come back to you)
- 1918 — Flor do desejo (We can't have everything)
- 1918 — Amores velhos por novos (Old wives for new)
- 1918 — Vassalagem (The Whispering Chorus)
- 1917 — A pedra do diabo (The Devil-Stone)
- 1917 — A mulher que Deus esqueceu (The Woman God Forgot)
- 1917 — Refreando tentações (The Little American)
- 1917 — Perseverança (Romance of The Redwoods)
- 1917 — Lost and won
- 1917 — Joana D'Arc (Joan The Woman)
- 1916 — Sonho e realidade (The Dream Girl)
- 1916 — Maria Rosa (Maria Rosa)
- 1916 — Grandeza de ânimo (The Heart of Nora Flynn)
- 1916 — Meu admirável Alberto (The Trail of the Lonesome Pine)
- 1915 — Ser ou não ser (The Golden Chance)
- 1915 — Tentação (Temptation)
- 1915 — Enganar e perdoar (The Cheat)
- 1915 — No caminho do dever (Chimmie fadden out west)
- 1915 — Carmen (Carmen)
- 1915 — Audaz caprichoso (Kindling)
- 1915 — Missão de sacrifício (Chimmie Fadden)
- 1915 — O árabe (The Arab)
- 1915 — O ganso silvestre (The Wild Goose Chase)
- 1915 — Presa de amor (The Captive)
- 1915 — Os destemidos (The Unafraid)
- 1915 — Pela nossa honra (The Warrens of Virginia)
- 1915 — After Five
- 1915 — Sonhos de moça (The Girl of the golden west)
- 1914 — The Ghost Breaker
- 1914 — Perseverança (Rose of The Rancho)
- 1914 — The Man from Home
- 1914 — A revelação do amado (What's His Name)
- 1914 — O paladino da vitória (The Virginian)
- 1914 — Na romântica Nova York (The Call of the North)
- 1914 — Pisada reveladora (The Man on The Box)
- 1914 — The Only Son
- 1914 — The Master Mind
- 1914 — Brewster's Millions
- 1914 — Amor de índio (The Squaw Man)

## Premiações
- Recebeu uma indicação ao Oscar, na categoria de Melhor Diretor, por "O Maior Espetáculo da Terra" (1952).
- Recebeu 2 indicações ao Oscar, na categoria de Melhor Filme, por "O Maior Espetáculo da Terra" (1952) e "Os Dez Mandamentos" (1956). Venceu em 1952.
- Ganhou um Oscar honorário em 1950, concedido pela Academia de Artes e Ciências Cinematográficas como reconhecimento aos seus 37 anos de carreira.
- Ganhou o Prêmio Irving G. Thalberg, em 1953, concedido pela Academia de Artes e Ciências Cinematográficas.
- Ganhou o Globo de Ouro de Melhor Diretor, por "O Maior Espetáculo da Terra" (1952).
- Ganhou a Palma de Ouro, no Festival de Cannes, por "Aliança de Aço" (1939).